# Pristomerus flavipes
Pristomerus flavipes là một loài tò vò trong họ Ichneumonidae.